# Maesa warburgii
Maesa warburgii är en viveväxtart som beskrevs av Carl Christian Mez. Maesa warburgii ingår i släktet Maesa och familjen viveväxter. Inga underarter finns listade i Catalogue of Life.